# Nausinoella
Nausinoella és un gènere monotípic d'arnes de la família Crambidae. Conté només una espècie, Nausinoella aphrospila, que es troba a les Comores i Seychelles (Aldabra), així com a la República Democràtica del Congo, Ruanda i Zimbàbue.